# Lola Angst
Lola Angst est un groupe allemand d'electropop, originaire de Berlin, actif entre 2005 et 2011. 

## Histoire
Lola Angst est formé en 2005 par Alexandar Goldmann (Feeling B, Kamikaze 52). Avec son orgue d'église transportable Lola et un grand nombre de synthétiseurs analogiques, il joue de la musique électronique, d'abord lors de ses propres soirées à Berlin.
En 2005, le premier EP Am I Dead sort,, produit par Rayner Schirner (Blind Passengers). Schirner rejoint ensuite le groupe en tant que membre live. Ensemble, ils réalisent leur premier album Council of Love, qui vaut au groupe de bonnes critiques et le titre de « Newcomer » du mois de décembre 2005/janvier 2006 (double édition) dans le magazine musical Zillo. Le groupe se présente en live dans les festivals de la scène alternative et noire, aussi bien sur scène qu'en tant qu'hôte dans leur propre bus de tournée et de fête, le Lolamobil, qui se fait rapidement connaître. En live, Goldmann et Schirner sont accompagnés de deux danseuses de ballet formées. C'est dans cette formation que le groupe a joué pour la première fois dans les grands festivals : entre autres à l'Amphi Festival, au M'era Luna Festival et au Wave-Gotik-Treffen.
Lola Angst se sépare du label Wannsee Records et signe avec le label discographique Out of Line/Universal Music. C'est là que sort en 2007 le deuxième album Schwarzwald,,, qui présente le groupe sous un jour musical plus accrocheur. S'ensuit une tournée européenne commune avec London After Midnight et Kirlian Camera, qui conduit le groupe entre autres à Vienne, Paris et Milan.
Au printemps 2008, Rayner Schirner se retire de la formation live, mais reste à la disposition de Lola Angst en tant que producteur. En live, le groupe se présente désormais avec un batteur et d'autres musiciens. Le groupe joue dans divers festivals européens, et pour la première fois au festival d'Arvika en Suède. Il y fait une apparition très applaudie. L'album Schwarzwald sert de base à la rédaction du roman homonyme, qui est ensuite adapté pour la scène et dont la première a lieu en octobre 2008 à Berlin sous forme de ballet. Le livre est publié en petit nombre dans leur propre Verlag der Angst et est rapidement épuisé. À la fin de l'année, le groupe occupe pour la première fois la position de tête d'affiche d'un festival aux Pays-Bas.
En 2009, une autre apparition au festival M'era Luna suit, ainsi qu'une apparition en tête d'affiche au festival Wake Up! en République tchèque. À la fin de l'année, Out of Line sort son troisième album Viva la Lola, qui montre le groupe sous un jour plus sombre et qui reçoit de bonnes critiques de la part de la presse.
En 2010, Lola Angst se produit à nouveau au WGT de Leipzig et travaille sur son quatrième album The Golden Future publié la même année. En 2010, le travail en studio est en outre transféré dans le propre studio du groupe Angst sur l'île de Vis, en Croatie. Le changement d'année 2010-2011 voit la sortie de la première vidéo du projet parallèle de Goldmann sur Dark Kasperle. Ce théâtre de marionnettes propose un persiflage de la soi-disant scène dark, et fête sa première le 30 avril 2011 à Berlin avec de nombreux invités de marque. 

## Discographie
- 2005 : Am I Dead (EP)
- 2006 : The Council of Love
- 2007 : Schwarzwald
- 2009 : Viva La Lola
- 2010 : The Golden Future